# Callicebus personatus
Callicebus personatus — вид широконосих мавп родини сакієвих (Pitheciidae).

## Поширення
Ендемік Бразилії. Мешкає в атлантичних лісах на південному сході країни в штаті Еспіріту-Санту, на північному заході Мінас-Жерайс і на півночі Ріо-де-Жанейро

## Опис
Його довжина в середньому становить 95 см, з яких більше половини припадає на хвіст. Його середня вага 1,3 кг. Волосся на тілі від світло-коричневого до золотисто-жовтого, але чорне на голові, вухах, щоках і горлі.

## Спосіб життя
Активний вдень. Живе на деревах. Трапляється невеликими групами, що складаються з пари та їхніх нащадків різного віку; розмір групи рідко перевищує п'ять особин. Протягом ночі вони сплять у попередньо відібраних місцях на деревах. На світанку, коли група виходить на пошуки їжі, дорослі самці завжди залишають спальне дерево останніми. Групи, що займають різні території, повідомляють одна одну про володіння за допомогою різноманітних голосів, і групи рідко збираються разом. У разі вторгнення ці тварини енергійно захищають свою територію, з агресивною вокалізацією та виразом обличчя, але прямі бійки трапляються рідко, хоча іноді трапляються жорстокі бої.
Раціон включає, в основному, фрукти, але він також може їсти тваринну їжу, таку як комахи, яйця та дрібні хребетні.
Вагітність триває від 5 до 6 місяців, в кінці якого самиця народжує одне дитинча, як правило, з серпня по жовтень. У вихованні бере участь в основному батько, який залишає молодняк з матір'ю тільки на лактацію, кожні 2-3 години. Молодняк відлучають від грудей приблизно у 3-4-місячному віці.
Спостережувана тривалість життя в неволі становить близько 25 років.